# Joserra Senperena
 (juin 2018).
Joserra Senperena (Saint-Sébastien, 1965) est un joueur de piano et un compositeur basque. Il a fait des études de piano classique et du jazz. En tant que compositeur, il a développé son parcours dans différents domaines tels que le pop-rock, le cinéma, le théâtre ou la litterature.
Il a travaillé en tant que claviériste et à l'accordéon aux groupes  Bide Ertzean et Fito & Fitipaldis. En plus, il a collaboré aussi avec d'autres groupes musicaux emblématiques de Saint Sébastien comme 21 Japonesas (1990-1993), Duncan Dhu (1993-2000), et La Buena Vida (1997-2009). Il a fait quelques travaux aussi en solitaire:  

## Discographie en solo
- Joserra Senperena (1999)
- Blues pasadizoak (Elkar, 2002)
- Mandarin dotore (Gaztelupeko Hotsak, 2003). Disque-bouquin. Élaboré à partir de la poésie chinoise de la Dinastie Tang  (VIII. siecle), traduit par Rafa Egigurenek et avec des illustrations de Jose Luis Zumeta.
- Chillida-Lekutik (Gaztelupeko Hotsak, 2004).
- Dardaren interpretazioa (Gaztelupeko Hotsak, 2008).
- Cuentos para adultos (2011). Disque-bouquin. Avec Dora Salazar et Harkaitz Canorekin. Enregistré à  Tabakaleran.
- 10 Trio piano (Gaztelupeko Hotsak, 2012). Musique de chambre pour violin et accordéon.
- 9 ganbera pieza (2015).

## Travaux collectifs
- Lieder (Arteko 2009) avec Diego Vasallo, Rafael Berrio, Thomas Canet et Suso Sáiz.
- Joan (2010) disque ajouté au romain homonyme de Patxi Zubizarretaren.
- 50 (2014) avec Thomas Canet et Mintxo Cemillán.

## Au cinéma
- Sor Lekuaren Bila (Josu Martinez-2015).
- Gure Sor Lekua (Josu Martinez-2013).
- Gu, jatorri anitz, herri bat (Juanba Berasategi-2013).
- Simplemente (Jon Andueza-2009).
- Barriola, San Adriango azeria (Juanba Berasategi-2009).
- Pailazokeriak (2005).
- Toda la vida del mundo (Nuria Ruíz Cabestany (2010)